# Polizeiruf 110: Kleine Frau
Kleine Frau ist ein deutscher Kriminalfilm von Andreas Kleinert im Auftrag des rbb aus dem Jahr 2006. Es ist die 272. Folge innerhalb der Filmreihe Polizeiruf 110 und der zehnte Fall für Hauptmeister Horst Krause und der sechste Fall für seine Partnerin Johanna Herz.

## Handlung
Johanna Herz ist nervös: Nach elf Jahren findet ein Klassentreffen und das damit verbundene langersehnte Wiedersehen der ehemaligen Mitschüler statt. Alle amüsieren sich und sind guter Dinge, als völlig unerwartet Krause die total verstörte Lisa Schneider zu später Stunde auf der Straße antrifft. Sie ist voller Blut und behauptet, ihren eigenen Sohn erschlagen zu haben. Krause ruft Kommissarin Herz an, die umgehend die Feier verlässt. Sie hatte sich schon gewundert, warum Lisa nicht zum Klassentreffen erschienen ist. Als sie Lisa ihre Hilfe anbietet, lehnt sie das strikt ab.
Mit der Überzeugung, dass Lisa Schneider unschuldig ist, versucht die Kommissarin das Geschehene aufzuarbeiten. Dirk Schneider hatte ein schwieriges Verhältnis zu seiner Mutter und war auch wegen Körperverletzung vorbestraft. Nach Aussagen der Nachbarn und Bekannten hatte er seine Mutter regelrecht verachtet und ihr nie verziehen, dass er ohne Vater aufwachsen musste. Stets war das Geld knapp und seine Mutter konnte ihm nie das bieten, was andere Kinder in seinem Alter hatten. Seit kurzem hatte er eine Freundin und brauchte dafür angeblich extra Geld, was dazu führte, dass er in der Firma seines Onkels, bei dem er eine Lehrstelle hat, in die Kasse gegriffen hatte und entlassen wurde.
In Lisas Wohnung findet Kommissarin Herz Hinweise darauf, dass zur Tatzeit noch jemand anwesend war. Lisa Schneider leugnet dies. Bei der Überprüfung der Freunde von Dirk scheint Kai besonders auffällig.
Inzwischen begeht Lisa Schneider Selbstmord, worüber sich Kommissarin Herz große Vorwürfe macht. Für ihren Dienststellenleiter scheint der Fall damit abgeschlossen, aber die Kommissarin bleibt hartnäckig und sie findet heraus, dass sich Kais Mutter und Iris Menken zusammen mit Lisa mühsam Geld zusammengespart hatten, weil sie sich selbstständig machen wollten. Dirk wusste von dem Ersparten und wollte es seiner Mutter wegnehmen. Er hatte sie sogar in Gegenwart von Birte und Iris geschlagen, was die beiden nun einfach nicht mehr mit ansehen konnten. Um ihn aufzuhalten, haben sie mit einem schweren Kerzenständer auf ihn eingeschlagen, aber er hatte noch gelebt. Lisa wollte, dass ihre Freundinnen sie mit Dirk allein lassen. Das hatten sie getan und da Lisa keine Hilfe geholt hatte, war er seinen Verletzungen erlegen. Kommissarin Herz gibt daraufhin die Akte Schneider ohne weitere Einträge als erledigt an ihren Chef zurück.

## Hintergrund
Kleine Frau wurde im Auftrag des RBB von der „ANTAEUS Film- und Fernsehproduktionsgesellschaft mbH“ produziert und in Berlin, Falkensee, Hennigsdorf und Potsdam gedreht. Der Film wurde am 8. Januar 2006 im Ersten zur Hauptsendezeit erstmals ausgestrahlt.

## Kritik
Rainer Tittelbach von tittelbach.tv bewertet diesen Polizeiruf sehr positiv und lobt: „In ‚Kleine Frau‘ werden die Grauzonen der Psyche ausgelotet und finden die Befindlichkeiten der Region ihre Projektionsfläche. Doch in dem Film von Andreas Kleinert stimmt das Farbenspiel. Es sieht so aus, als erlebe man hier die Neugeburt einer Kommissarin. Kogges Johanna Herz wirkt ungewohnt feminin, emotional und hoch engagiert. Endlich ist die renommierte Theaterfrau auf der Höhe ihrer TV-Rolle.“
Die Kritiker der Fernsehzeitschrift TV Spielfilm vergaben die bestmögliche Wertung (Daumen nach oben) und schrieben, der „hochkarätig“ besetzte Polizeiruf „zeichnet ein ebenso spannendes wie bedrückendes Bild geplatzter Lebensträume kleiner Leute in der ostdeutschen Plattenbau-Provinz“.

## Auszeichnungen
2014 wurde diesem Polizeiruf der Grimme-Preis verliehen. In der Begründung heißt es: „‚Kleine Frau‘ zeichnet ein sozial genaues und berührendes Bild von alleinstehenden Müttern, die finanziell kaum über die Runden kommen und alles in ihre Kinder stecken, bis zur Selbstaufgabe, damit sie nicht hinter Kindern besser betuchter Eltern zurückstehen.“ „Er spielt nicht im viel zu häufig zu sehenden Milieu der Reichen und Schönen, sondern dort, wo die meisten Menschen leben: in einem schweren – hier realistisch wiedergegebenen.“
Der Adolf-Grimme-Preis wurde an Stefan Rogall (Drehbuch), Andreas Kleinert (Regie), Thomas Plenert (Kamera), Imogen Kogge (KHK Johanna Herz) und Johanna Gastdorf (Lisa Schneider) für ihre Leistung bei Kleine Frau verliehen.